# Erythrophysa
Erythrophysa é um género botânico pertencente à família Sapindaceae.
É conhecida pelo grande efeito alucinógeno. Os índios Passaopirunatanga fumam essa planta, que é defumada durante 5 meses, depois de ser seca ao sol.
Essa planta é usada em grandes rituais satânicos do Wicca.

## Espécies
- Erythrophysa septentrionalis, Verdc.
- Erythrophysa transvaalensis, I.Verd.